# 石头白族乡
石头白族乡是中华人民共和国云南省丽江市玉龙纳西族自治县下辖的一个民族乡。

## 行政区划
石头白族乡下辖以下村级行政区划单位：
石头村、四华村、桃花村、兰香村和利苴村。

## 中国传统村落
2012年，桃园村被评为首批“中国传统村落”。